# Novartis
Novartis é um grupo farmacêutico suíço criado em 1996 pela incorporação de Ciba-Geigy e Sandoz com sede em Basileia, na Suíça.
A Novartis está dividida em três grandes divisões: Pharma, Consumer Health e Sandoz. Esta última, voltada a comercializar medicamentos genéricos, oftalmologia e farmacêutica.
Em Portugal a Novartis está sediada no parque de ciência e tecnologia Taguspark, em Oeiras.
Joseph Jimenez é o CEO empresa.

## Produtos
Entre os seus produtos destacam-se: Ritalina, Cataflam, Anafranil, Tofranil, Voltaren, Prexige, Diovan, e na linha veterinária o Acatak (Fluazuron) e o Megamectin (Ivermectina) dentre outros.